# Seberang Perai Tengah
Huyện Seberang Perai Tengah là một huyện thuộc bang Pulau Pinang của Malaysia. Huyện Seberang Perai Tengah có dân số thời điểm năm 2010 ước tính khoảng 361791 người.